# Bibenzonium bromide
Bibenzonium bromide là một thuốc giảm ho. 